# Alto Litoral
Alto Litoral ist eine Ortschaft im Departamento Cochabamba im südamerikanischen Anden-Staat Bolivien.

## Lage im Nahraum
Alto Litoral ist der fünftgrößte Ort des Cantóns Arbieto im Municipio Arbieto in der Provinz Esteban Arce auf der 490 km² großen fruchtbaren Hochebene des Valle Alto. Die Ortschaft liegt auf einer Höhe von 2718 m am Südufer des Stausees La Angostura an der Bahnlinie von Cochabamba über Tarata nach Aiquile.

## Geographie
Alto Litoral liegt im Übergangsbereich zwischen der Anden-Gebirgskette der Cordillera Central und dem bolivianischen Tiefland.
Die mittlere Durchschnittstemperatur der Region liegt bei etwa 18 °C (siehe Klimadiagramm Cochabamba) und schwankt nur unwesentlich zwischen 14 °C im Juni/Juli und 20 °C im Oktober/November. Der Jahresniederschlag beträgt nur rund 450 mm, bei einer ausgeprägten Trockenzeit von Mai bis September mit Monatsniederschlägen unter 10 mm, und einer Feuchtezeit von Dezember bis Februar mit 90 bis 120 mm Monatsniederschlag.

## Verkehrsnetz
Alto Litoral liegt in einer Entfernung von 29 Straßenkilometern südöstlich von Cochabamba, der Hauptstadt des gleichnamigen Departamentos.
Von Cochabamba führt die asphaltierte Nationalstraße Ruta 7 in südöstlicher Richtung achtzehn Kilometer bis zum Staudamm von La Angostura, kurz vor dem Staudamm zweigt eine asphaltierte Landstraße in südwestlicher Richtung ab und erreicht nach weiteren elf Kilometern Alto Litoral.

## Bevölkerung
Die Einwohnerzahl der Ortschaft ist in dem Jahrzehnt zwischen den beiden letzten Volkszählungen um etwa ein Drittel angestiegen:
| Jahr | Einwohner         | Quelle       |
| ---- | ----------------- | ------------ |
| 1992 | keine Detaildaten | Volkszählung |
| 2001 | 409               | Volkszählung |
| 2012 | 540               | Volkszählung |
| 2024 |                   | Volkszählung |

Die Region weist einen hohen Anteil an Quechua-Bevölkerung auf, im Municipio Arbieto sprechen 92,4 Prozent der Bevölkerung Quechua.